# Deípile
En la mitología griega Deípile o Deípila (en griego: Δηιπύλη, Dēipúlē) es el nombre de un personaje femenino con dos versiones diferentes.
- Una de ellas era la hija menor de Adrasto, siendo la mayor Argía. Su madre era Anfítea, hija de Prónax, que era hermano de Adrasto.[1]  Cuando Polinices y Tideo se encontraban en la corte argiva de Adrasto se dispusieron a pelear entre sí. Adrasto, recordando que un adivino le había aconsejado unir a sus hijas con un jabalí y un león, los eligió como yernos, pues Polinices se había presentado cubierto con una piel de león y Tideo con la de un jabalí. Tideo casó con Deípile y Polinices con Argía.[2]  Se dice que Deípile, no menos famosa por su belleza, se preparó ansiosa para el gran regocijo de su boda.[3]  Fama es que de la unión entre Deípile y Tideo nació el célebre Diomedes.[4][5]  Muy poco tiempo después de su matrimonio estalló la guerra en Tebas.[6]  Deípile, tan ansiosa como su hermana, llevó a las mujeres de Calidón a las exequias de Tideo; había oído del crimen de su marido, pero decidió perdonarlo debido a que estaba presa de la aflicción.[7] Servio e Higino la denominan también como Deífile.[8][5]

- En otra versión se cita a Deípile o Deitique (Δηιτύχη) como la madre de Eurípilo por Evemón.[9]  En otras fuentes a la madre de Eurípilo y consorte de Evemón es conocida como Opis.[10]